# Mack Sennett
Mack Sennett (Danville, Quebec, 17 de gener de 1880 − Woodland Hills, Los Angeles, Califòrnia, 5 de novembre de 1960) productor i director de cinema quebequès, conegut com el rei de la comèdia. Fou el creador de la comèdia de clatellades i el descobridor de grans estrelles del cinema mut com Charles Chaplin, Roscoe Arbuckle, Gloria Swanson, Carole Lombard, Bing Crosby, Ford Sterling i molts d'altres. Mestre de la gestió del temps còmic i de l'edició eficaç, Sennett va ser una figura dominant de la producció cinematogràfica de Hollywood en l'era del cinema mut i va ser el primer director de comèdies en desenvolupar un estil distintiu.

## Biografia

### El noi que volia ser artista
Michael Sinnott (Mack Sennett fou el seu nom artístic) va néixer prop de Richmond, a la província del Quebec el 1880 fill d'una família d’ascendència catòlica-irlandesa. Els seus pares, John Francis Sinnott i Catherine Foy eren grangers. El pare va deixar la granja per portar un hotel a Richmond i quan Michael tenia 17 anys va emigrar a Connecticut on va començar a treballar en la fàbrica metal·lúrgica America Iron Works fent de calderer. Ja de petit havia aspirat a guanyar-se la vida com a cantant, motiu que el portà a intentar tenir experiència en els escenaris. Acompanyat de la seva mare, aconseguí entrevistar-se amb Marie Dressler que estava de gira a la ciutat. Aquesta, tot i l’aspecte d’aquell jove de 20 anys (alt, malgirbat, rubicund i de poques paraules), li escrigué una carta de recomanació per al productor teatral David Belasco. A Nova York, Belasco li recomanà de tornar a casa o, en cas contrari cercar feina en el gènere burlesc. Sennett cercà tota mena de treballs en el burlesque, en el vodevil i finalment en el teatre a Broadway que li permetessin mantenir-se ensems que li facilitaven el seu progrés en el món de l'espectacle.

### Anys de formació a la Biograph
El 1908 aconseguí un contracte com a actor en la productora Biograph i aviat començà a passejar la seva estatura d'1,88 m per l'estudi actuant en rols menors com cambrer o soldat. Poc temps després, David Wark Griffith va esdevenir el director principal de la companyia i aquest encoratjà Sennett a realitzar els seus primers guions. El seu primer paper com a protagonista arribà amb “Father Gets in the Game” (1908) dirigida per Griffith. Al final del 1909 Griffith creà una segona línia de filmació i nomenà Frank Powell com a director. Sennett seria un dels principals actors d’aquesta segona unitat.
Sennett va saber veure el gran futur del cinema i el talent de Griffith per la qual cosa no li treia l'ull de sobre en cap moment. Observava amb detall com dirigia les seves pel·lícules i estava sempre al plató tot i que aquell dia no hagués d'actuar, només per prendre nota de tot el que feia el seu cap. Solia acompanyar-lo en els passejos en els quals anotava mentalment tot el que aquest li explicava sobre el mitjà cinematogràfic. A la Biograph, Sennet coneixeria Mabel Normand de qui s'enamoraria tot i que no s'hi acabaria casant. Durant l’hivern de 1911, la companyia, uns 60 actors, es traslladà a Los Angeles per segon any per aprofitar les millors condicions de llum i metereologia. Sennett contribuí amb el guió d’una dels millors curtmetratges que Griffith rodà aleshores, “The Lonedale Operator” (1911). Va ser també a Los Angeles que Sennett va tenir l’oportunitat de dirigir les seves primeres pel·lícules còmiques en què participarien alguns dels actors que el seguirien en la seva aventura, com Mabel Normand, Fred Mace, o Ford Sterling. Aquell centenar de curtmetratges rodats sota de supervisió de Griffith, molt sovint de mitja bobina, van permetre a Sennett desenvolupar el seu estil de comicitat basat en l’splapstick que importaria posteriorment a la seva pròpia companyia.

### La Keystone

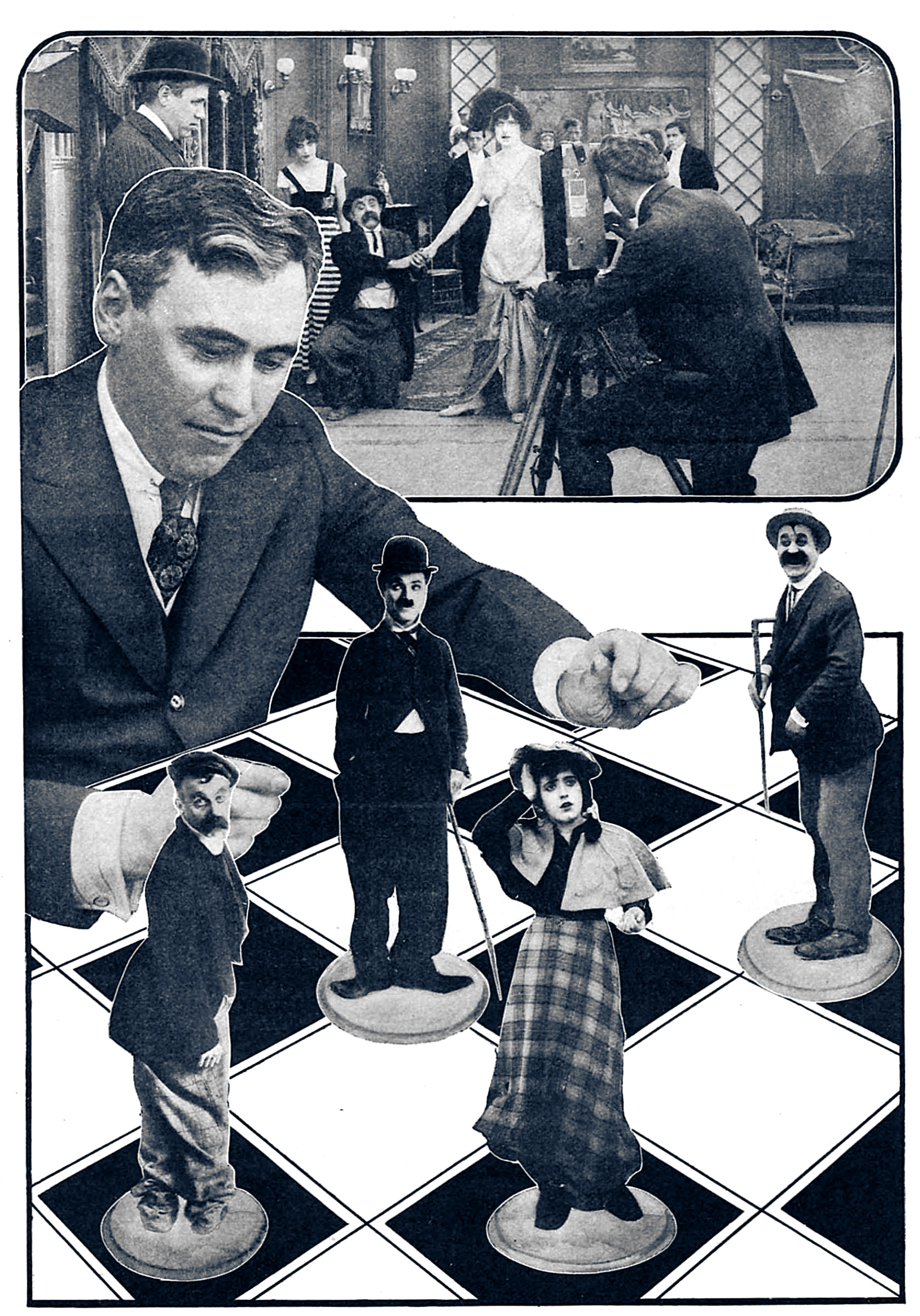
Mack Sennett i alguns dels seus còmics (foto promocional del 1915)

Cap a finals de l'any 1912 abandonà la Biograph per fundar a Edendale (Los Angeles) i en associació amb Charles O. Baumann i Adam Kessel la productora Keystone Pictures Studio dedicada en exclusiva al gènere còmic. Baumann i Kessel eren els propietaris de la New York Motion Picture Company i aportaven el finançament, Sennett l'experiència en el cinema còmic i va esdevenir el director general. Molts actors populars van començar les seves carreres cinematogràfiques amb Sennett, incloent-hi Marie Dressler, Mabel Normand, Charles Chaplin, Roscoe Arbuckle, Gloria Swanson, Ford Sterling, Ben Turpin, Chester Conklin, Polly Moran o Louise Fazenda. En el primer any es rodaren unes 140 pel·lícules, Sennett també actuava, però les estrelles principals eren Ford Sterling, Ben Turpin i Mabel Normand. Aviat els Keystone Cops, una colla de policies uniformats que perseguien, porra en mà i casc al cap, als seus objectius corrent esbojarradament d'un cantó a l'altre i entrebancant-se amb quasi tot, es convertiren en una de les estrelles de la firma.

El 1914 Sennett contracta un jove actor anglès sense cap experiència prèvia en el cinema: Charles Chaplin. Quan Charlie Chaplin va entrar per primera vegada, ningú va quedar realment impressionat. Mabel Normand, directora de bona part de les seves pel·lícules es va negar a actuar amb ell tot i que ràpidament va canviar d'opinió. Com que no s'entenia amb l’actor emergent, Ben Turpin marxà. Charles Chaplin, treballà per a ell en 35 comèdies al llarg de 1914. Les primeres comèdies són molt simples, sembla que el consell de Sennett per a Chaplin era:
| « | No tenim guió, tenim una idea general, així que segueix la seqüència natural d'esdeveniments fins que et porti a la persecució, que és l'essència de les nostres comèdies. | » |

L'estil inicial de Chaplin era aquest, però de mica en mica, en construir el personatge de Charlot evoluciona cap a unes històries més complexes on els cops perden importància. Fou el 1914 quan Sennet roda el primer llargmetratge còmic de la història dels Estats Units: “Tillie’s Punctured Romance” (1914) amb Chaplin, Normand i Marie Dressler. 

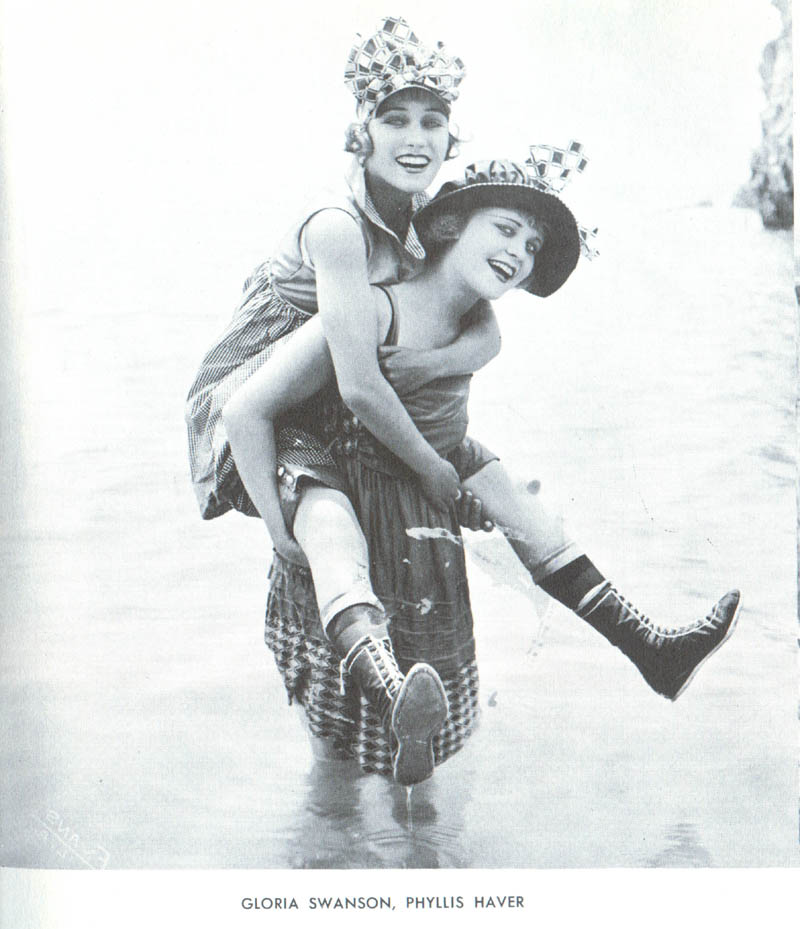
Gloria Swanson i Phyllis Haver com a Sennett's bathing beauties.

El 1914, a Sennett se li va ocórrer crear un selecte grup de noies, conegudes com les Sennett bathing beauties, que apareixerien en curtmetratges còmics, en material promocional i en esdeveniments promocionals com concursos de bellesa. A Sennett se li va ocórrer aquesta idea quan estava desesperat per trobar una manera de diferenciar les seves comèdies de la resta del mercat de cinema basat en l’slapstick que estava sobresaturat. Un dia, mentre llegia el diari, Sennett va veure que a primera pàgina hi havia una foto i una notícia a tres columnes sobre una noia que havia estat implicada en un accident de tràfic sense importància. No era la història la feia merèixer la portada sinó la fotografia de la noia que, a més de ser bonica, també mostrava els seus genolls.
L'any 1915, moment en què la comèdia superava la seva primera etapa de successió de gags per entrar en un major desenvolupament d'històries, personatges i situacions, Sennett s'alià amb Griffith i el director de westerns Thomas H. Ince per a crear la productora "Triangle Film Corporation" de la que la Keystone passaria a ser una unitat. Aquell 1915, Mabel Normand i Sennet van anunciar el seu matrimoni, però aquest finalment no tingué lloc perquè l'actriu sorprengué el director al llit amb Mae Busch, actriu que havia estat apadrinada per la mateixa Mabel.

### Productor independent
El juny de 1917, Sennett abandona la Keystone per crear la seva pròpia companyia: la Mack Sennett Comedies Corporation emportant-se amb ell la majoria del seu equip d’actors i directors amb la idea de continuar fent el mateix tipus d’humor però produint també alguns llargmetratges. Les seves pel·lícules foren distribuïdes primer per la Paramount (1917-1923) i més tard per Pathé Exchange (1923-1929), i facilitaren el descobriment d'una nova estrella de la comèdia, Harry Langdon. També es produir el retrobament amb Ben Turpin que es feu popular per les pel·lícules en què ridiculitzava els ídols del moment com amb Valentino a “The Shriek of Araby” (1922) o a Eric Von Stroheim a “Three Foolish Weeks” (1924). La principal actriu còmica seria Louise Fazenda i Sennett va continuar amb les Bathing Girls. Alguns dels seus llargmetratges de més èxit serien "Mickey" (1918), la pel·lícula que proporcionà més ingressos aquell any, i "Molly O'" (1921) amb Mabel Normand. La dècada dels 20 van ser testimonis de l'eclosió dels grans còmics americans: Chaplin, Lloyd i Buster Keaton i l’aparició de la gran competència de Sennett: Hal Roach, però l'estil còmic de Sennet va canviar ben poc.

### Arribada del sonor i bancarrota
L’arribada del sonor no va afectar Sennett, va ser el primer a estrenar un curtmetratge sonor el mateix 1928. El 1932 va ser nominat a l'Oscar al millor curtmetratge de comèdia amb “The Loud Mouth” i el va guanyar amb el de novetat amb “Wrestling Swordfish”. El març d'aquell any va esdevenir ciutadà dels Estats Units. A principi dels anys trenta dirigí molts curtmetratges protagonitzats per W.C. Fields, i musicals amb Bing Crosby com a protagonista, però la Gran Depressió va acabar amb el seu estudi que es declarà en bancarrota. El 12 de gener de 1934 patí un accident automovilistic en el que morí el còmic Charles Mack. Els seus darrers treballs com a director-productor, fets per a l'Educational Pictures, foren “The Timid Young Man” (1935) amb Buster Keaton i “Way Up Thar“ (1935) amb Joan Davis. El 1937, estant ja retirat, va rebre un Oscar honorífic per “la seva contribució duradora a la comèdia tècnica de la pantalla, els principis bàsics dels quals són tan importants avui com quan es va posar en pràctica.” 
Sennett retornà al Canadà, on morí en la pobresa, seguint el trist destí de bona part dels astres del cinema mut. Va morir el 5 de novembre del 1960 a Woodland Hills amb 80 anys. Fou enterrat al Cementiri de la Santa creu de Culver City, a Califòrnia.

## Filmografia (selecció)

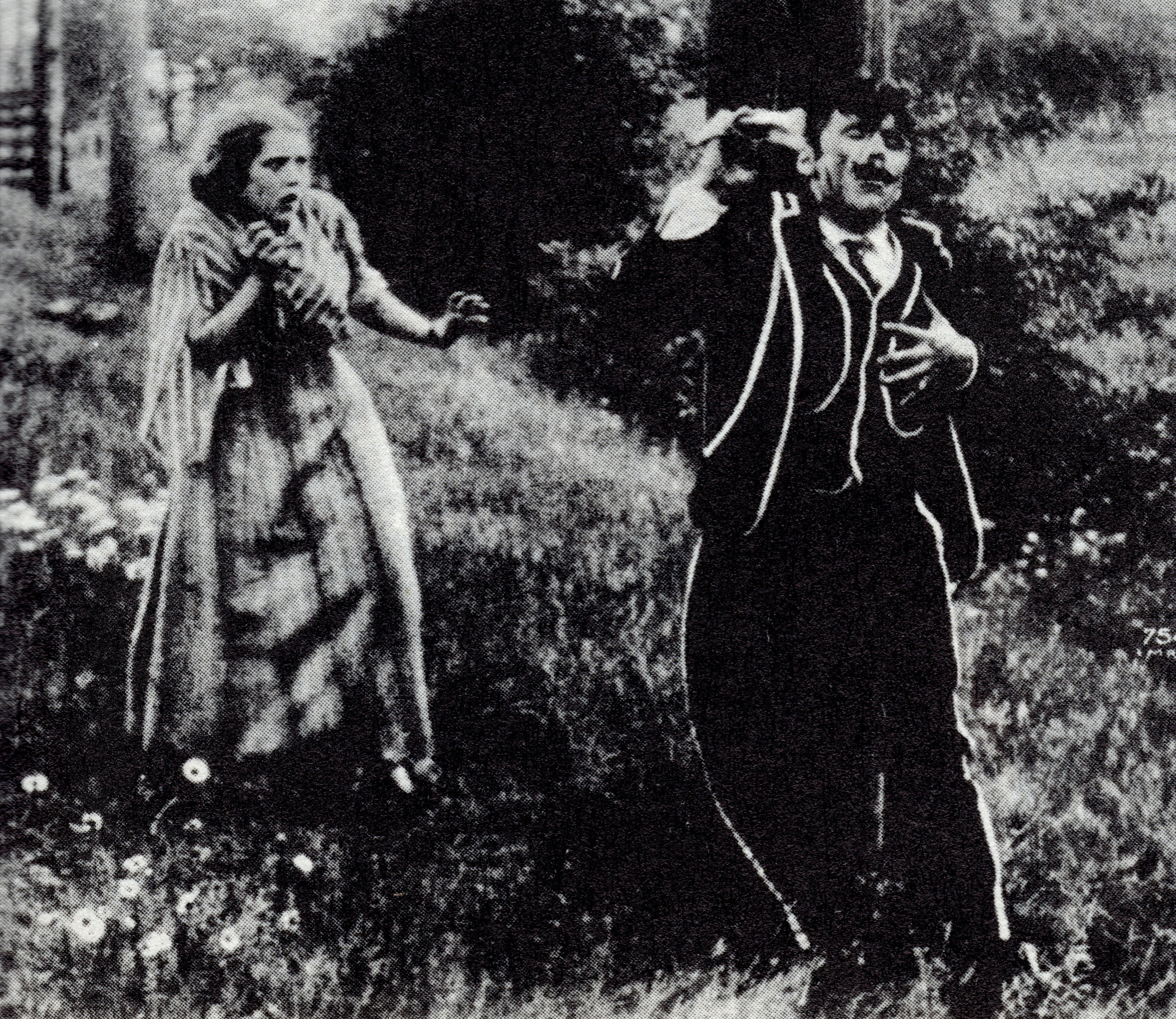
Mary Pickford i Mack Sennett en una escena de la pel·lícula An Arcadian Maid (1910) de la Biograph

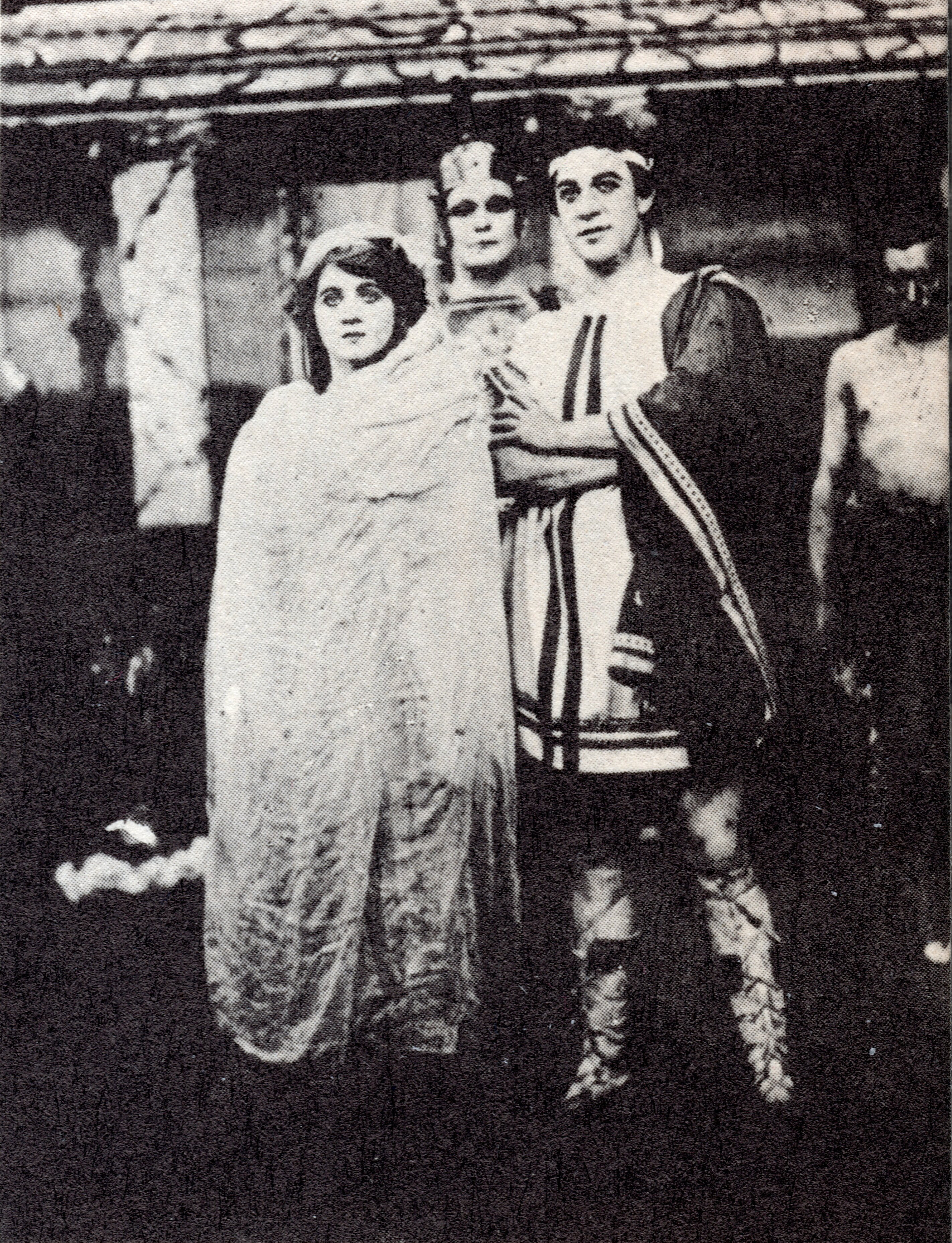
Florence Lawrence, Harry Solter i Mack Sennett en una escena de la pel·lícula The Slave (1909) de la Biograph

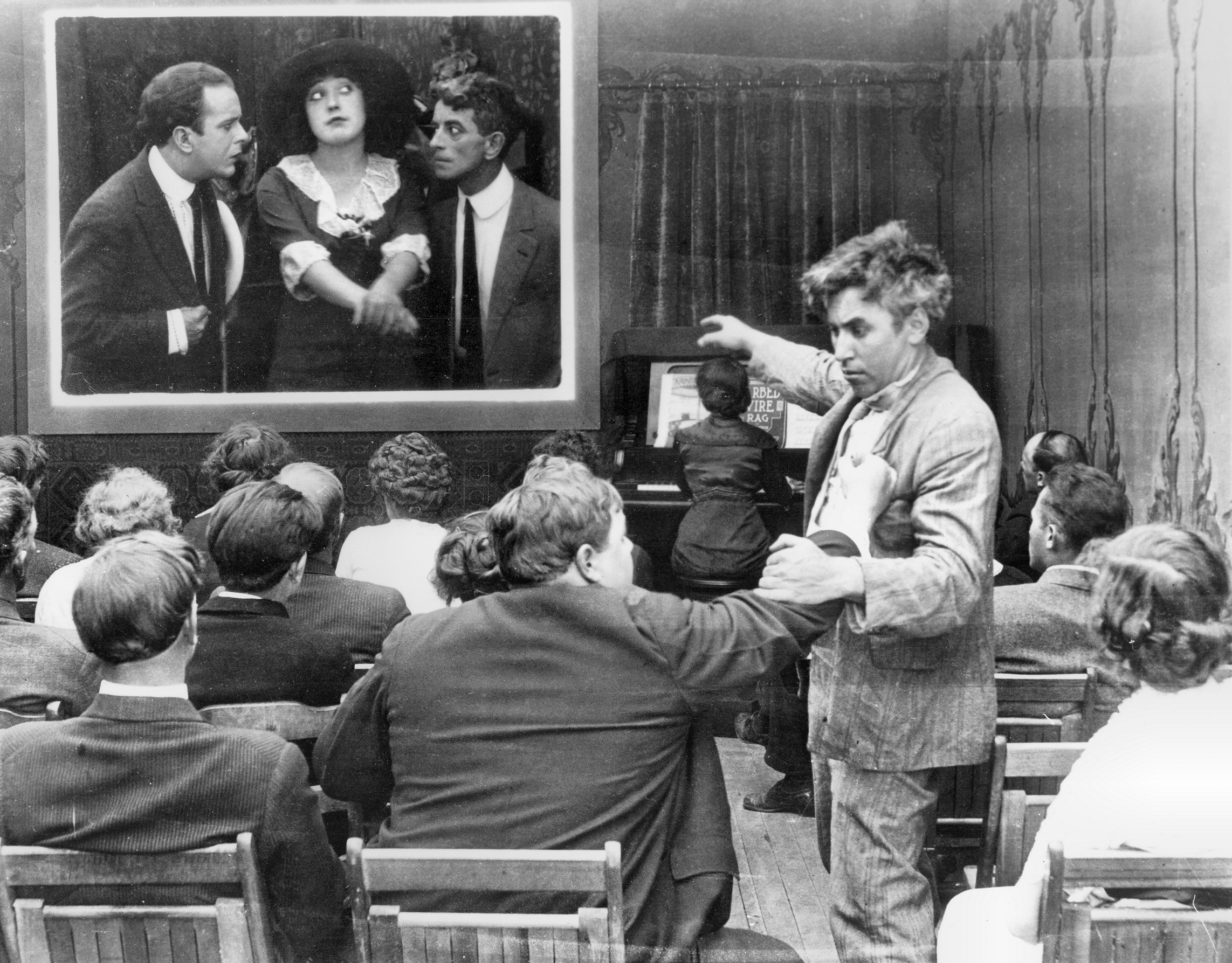
Sennett (dret) a la pel·lícula Mabel's Dramatic Career (1913) de la Keystone

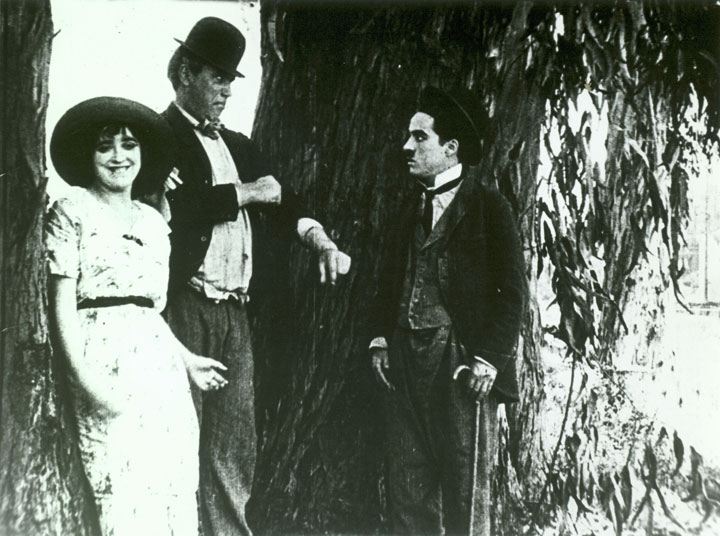
Mabel Normand, Mack Sennett i Charles Chaplin a The Fatal Mallet (1914) de la Keystone

S'indiquen tant pel·lícules en les quals és actor (A), com director (D) o productor (P)

### Biograph
- Old Isaacs, the Pawnbroker (1908, A)
- The King's Messenger (1908, A)
- Thompson's Night Out (1908, A
- The Kentuckian (1908, A)
- The Black Viper (1908, A)
- The Fatal Hour (1908, A)
- The Girl and the Outlaw (1908, A)
- Behind the Scenes (1908, A)
- A Smoked Husband (1908, A)
- After Many Years (1908, A)
- An Awful Moment (1908, A)
- Ingomar, the Barbarian (1908, A)
- The Vaquero's Vow (1908, A)
- Concealing a Burglar (1908, A)
- The Pirate's Gold (1908, A)
- The Taming of the Shrew (1908, A)
- The Guerrilla (1908, A)
- Money Mad (1908, A)
- Mr. Jones at the Ball (1908, A)
- The Helping Hand (1908, A)
- Mrs. Jones Entertains (1909, A)
- The Honor of Thieves (1909, A)
- The Sacrifice (1909, A)
- The Gibson Goddess (1909, A)
- The Prussian Spy (1909, A)
- The Golden Louis (1909, A)
- A Drunkard's Reformation (1909, A)
- The Hessian Renegades (1909, A)
- In Old Kentucky (1909, A)
- Mr. Jones Has a Card Party (1909, A)
- Those Awful Hats (1909, A)
- The Cord of Life (1909, A)
- Tragic Love (1909, A)
- The Joneses Have Amateur Theatricals (1909, A)
- His Wife's Mother (1909, A)
- The Voice of the Violin (1909, A)
- The Medicine Bottle (1909, A)
- A Sound Sleeper (1909, A)
- And a Little Child Shall Lead Them (1909, A)
- Resurrection (1909, A)
- Two Memories (1909, A)
- The Sealed Room (1909, A)
- Lady Helen's Escapade (1909, A)
- The Violin Maker of Cremona (1909, A)
- The Necklace (1909, A)
- The Lonely Villa (1909, A)
- Her First Biscuits (1909, A)
- A New Trick (1909, A)
- The Day After (1909, A)
- To Save Her Soul (1909, A)
- The Little Darling (1909, A)
- The Broken Locket (1909, A)
- Pippa Passes (1909, A)
- The Red Man's View (1909, A)
- A Corner in Wheat (1909, A)
- In a Hempen Bag (1909, A)
- A Trap for Santa Claus (1909, A)
- In Little Italy (1909, A)
- In Old California (1910, A)
- A Rich Revenge (1910, A)
- The Way of the World (1910, A)
- Up a Tree (1910, A)
- An Affair of Hearts (1910, A)
- Ramona (1910, A)
- In the Border States (1910, A)
- The Englishman and the Girl (1910, A)
- The Face at the Window (1910, A)
- The Modern Prodigal (1910, A)
- Her Fathers Pride (1910, A)
- A Gold Necklace (1910, A)
- The Two Brothers (1910, A)
- What the Daisy Said (1910, A)
- Wilful Peggy (1910, A)
- An Arcadian Maid (1910, A)
- A Mohawk's Way (1910, A)
- The Italian Barber (1911, A)
- His Trust (1911, A)
- His Trust Fulfilled (1911, A)
- Three Sisters (1911, A)
- Dutch Gold Mine (1911, A, D)
- That Dare Devil (1911, A, D)
- A Decree of Destiny (1911, A)
- Comrades (1911, A, D)
- The Spanish Gypsy (1911, A)
- The New Dress (1911, A)
- The $500 Reward (1911, A, D)
- Through His Wife's Picture (1911, A, D)
- The Inventor's Secret (1911, A,D)
- The Lucky Horse Shoe (1911, D)
- A Victim of Circumstance (1911, D)
- Her Mother Interferes (1911, D)
- The New York Hat (1912, A)
- Helen's Marriage (1912, A, D)
- Tomboy Bessie (1912, A, D)
- A Dash Through the Clouds (1912, D)

### Keystone
- The Water Nymph (1912, A, D, P)
- Mabel's Adventures (1912, D, P)
- The Flirting Husband (1912, D. P.)
- At It Again (1912, D, P)
- Mabel's Lovers (1912, D, P)
- A Noise from the Deep (1913, D, P)
- The Bangville Police (1913, P)
- The Speed Queen (1913, D, P)
- Mabel's Awful Mistakes (1913, A, D, P)
- The Waiters' Picnic (1913, D, P)
- Peeping Pete (1913, A, D, P)
- Mabel's Dramatic Career (1913, A, D, P)
- The Gypsy Queen (1913, D, P)
- The Riot (1913, D, P)
- Two Old Tars (1913, P)
- Fatty at San Diego (1913, P)
- Fatty's Flirtation (1913, P)
- Murphy's I.O.U. (1913, D, P)
- Cohen Saves the Flag (1913, D, P)
- For the Love of Mabel (1913, P)
- His Chum the Baron (1913, D, P)
- That Ragtime Band (1913, D, P)
- The Foreman of the Jury (1913, D, P)
- The Gangsters (1913, P)
- Barney Oldfield's Race for a Life (1913, D, P)
- Mabel's New Hero (1913, D, P)
- Kid Auto Races at Venice (1914, P)
- A Film Johnnie (1914, A, P)
- In the Clutches of the Gang (1914, A, P)
- Tango Tangles (1914, D, P)
- Mack at It Again (1914, A, D, P)
- Cruel, Cruel Love (1914, D, P)
- Mabel at the Wheel (1914, A, D, P)
- The Fatal Mallet (1914, A, D, P)
- Twenty Minutes of Love (1914, P)
- The Knockout (1914, A, D, P)
- Mabel's Blunder (1914, P)
- The Property Man (1914, A, P)
- Mabel's Busy Day (1914, A, P)
- His Trysting Place (1914, P)
- The Little Teacher (1915, D, P)
- My Valet (1915, A, D, P)
- Stolen Magic (1915, A, D, P)
- A Submarine Pirate (1915, P)
- Mabel and Fatty Viewing the World's Fair at San Francisco (1915, P)
- Their Social Splash (1915, P)
- Dirty Work in a Laundry (1915, P)
- Fatty and the Broadway Stars (1915, P)
- Hogan's Romance Upset (1915, P)
- Fatty's Tintype Tangle (1915, P)
- The Home Breakers (1915, P)
- Fatty and Mabel Adrift (1916, P)
- He Did and He Didn't (1916, P)
- A Dash of Courage (1916, P)
- Bucking Society (1916, P)
- Hearts and Sparks (1916, P)
- A Social Cub (1916, P)
- The Danger Girl (1916, P)
- Haystacks and Steeples (1916, P)
- The Nick of Time Baby (1916, P)
- Teddy at the Throttle (1916, P)
- A Clever Dummy (1917, D, P)
- Maggie's First False Step (1917, D, P)
- Watch Your Neighbor' (1918, P)

### Mack Sennett Comedies
- A Bedroom Blunder (1917, P)
- Are Waitresses Safe? (1917, P)
- Those Athletic Girls (1918, P)
- Beware of Boarders (1918, P)
- Trying to Get Along (1919, P)
- Down on the Farm (1920, P)
- Be Reasonable (1921, P)
- Love and Doughnuts (1921, P)
- Home Talent (1921, D, P)
- On a Summer Day (1921, P)
- Bow Wow (1922, P)
- The Dare-Devil (1923, P)
- Lizzies of the Field (1924, P)
- The Hollywood Kid (1924, P)
- Butter Fingers (1925, P)
- Whispering Whiskers (1926, P)
- A Blonde's Revenge (1926, P)
- A Prodigal Bridegroom (1926, P)
- Fiddlesticks (1927, P)
- The Best Man (1928, P)
- The Beach Club (1929, P)
- I Surrender Dear (1931, D, P)
- The Dentist (1932, P)
- The Fatal Glass of Beer (1933, P)

### Llargmetratges
- Tillie's Punctured Romance (1914, D, P) (Keystone)
- Mickey (1918, D) (Mabel Normand Feature Film Co.)
- Yankee Doodle in Berlin (1914, P) (Mack Sennett Comedies)
- Married Life (1920, P) (Mack Sennett Comedies)
- A Small Town Idol (1921, P) (Mack Sennett Comedies)
- Molly O' (1921, P) (Mack Sennett-Mabel Normand Prod.)
- Oh, Mabel Behave! (1922, A, P) (Triangle)
- Suzanna (1923, P) (Mack Sennett Productions)
- The Shriek of Araby (1923, P) (Mack Sennett Productions)
- The Extra Girl (1923, P) (Mack Sennett Productions)
- Midnight Daddies (1930 D, P) (Mack Sennett Productions)
- Hypnotized (1932 D) (M. H. S. Productions, Inc.)

## Premis i nominacions

### Premis
- 1932. Oscar al millor curtmetratge per “Wrestling Swordfish” (novetat) i nominat a l'Oscar al millor curtmetratge per “The Loud Mouth” (comèdia)
- 1938. Oscar honorífic